# Grupo Boticário
Grupo Boticário é uma holding brasileira com foco em perfumaria e cosméticos, fundada em 2010 para se reorganizar e buscar novas aquisições e diversificar o seu portfolio.
Atualmente, o Grupo Boticário conta com mais de 4 mil lojas físicas no Brasil e em mais de 50 países, atuando com as marcas O Boticário, Eudora, Quem Disse, Berenice?, The Beauty Box, Vult, OUi Paris, Tô.que.tô, Dr. JONES, Truss e Au.Migos Pets, Beleza na Web, além das marcas licenciadas Australian Gold, Pampers, Nuxe e Bio-Oil. Além destas, o Grupo Boticário também inclui a Fundação Grupo Boticário e o Instituto Grupo Boticário.

## Marcas
O Boticário: A principal companhia do grupo, fundada em 1977, produz e vende produtos ligados aos cosméticos, como perfumes e maquiagens, em todo o território brasileiro e em 15 países. O Boticário possui mais de 4 mil lojas e duas fabricas, em São José dos Pinhais, Paraná e em Camaçari na Bahia.
Eudora: A marca de cosméticos, lançada em fevereiro de 2011, atua no sistema de venda direta e no comércio eletrônico e conta com mais de 600 produtos em seu portfólio, atendendo as mais variadas categorias de beleza como perfumaria, maquiagem, esmaltes e acessórios.
Quem Disse, Berenice?: A marca de maquiagens, lançada em agosto de 2012, conta com 115 lojas e portfólio de cerca de 500 produtos.
The Beauty Box: A marca de cosméticos, lançada em novembro de 2012, conta um portfólio de mais de 7.000 produtos (de mais de 60 marcas), como perfumes e maquiagens.
Au.Migos Pets: Criada em 2023, desenvolve a linha de produtos destinados ao mercado de animais de estimação.
Tô.que.tô: Franquia de lojas multimarcas, reunindo os produtos de beleza das marcas próprias do Grupo (Eudora, Quem Disse Berenice?, Vult, O Boticário) e marcas sob a sua gestão (Australian Gold e Bio-Oil).
Mooz: empresa de soluções financeiras para o varejo nas áreas de crédito, pagamentos e banco digital.

### Aquisições
Em setembro de 2011, o grupo adquiriu uma participação na empresa lingerie Scalina, com essa aquisição o grupo começa a diversificar as suas operações e ir para outros mercados.
Em dezembro de 2013, o grupo encerrou a Skingen, que era sua divisão de produtos para tratamento de envelhecimento da pele, criada em fevereiro de 2012, a justificativa do fim dessa marca foi devido aos altos custos de produção e a baixa rentabilidade financeira.
Em 9 de março de 2018, anunciou a aquisição da Vult Cosméticos.
Beleza na Web: A marca de produtos de beleza, fundada em 2008 por Alexandre Serodio — e adquirida pelo Grupo Boticário em 2019, atua na venda de produtos de beleza multimarcas.
GAVB: Empresa de tecnologia especializada na prestação de serviço de consultoria com utilização de big data e inteligência artificial. Foi adquirida pelo Grupo em 2021.
Truss Professional: Criada em 2003 por Manuella Bossa — e adquirida pelo Grupo Boticário em 2022, atua no mercado de cuidados capilares e possui atuação internacional, estando presente em quase 40 países.
Dr. JONES: A marca de produtos de autocuidado, fundada por Guilherme Campos e André Popoutchi em 2013 — e adquirida pelo Grupo Boticário em 2022, desenvolve e comercializa produtos de autocuidado masculino, como barbeadores, shampoos e sabonetes.
Casa Magalhães: Empresa fundada em 1966 pelo empresário Magalhães, atuando no mercado de manutenção técnica de equipamentos de automação. Posteriormente, a empresa passou a se especializar no fornecimento de soluções de gestão e automação para o varejo, mercado no qual ganhou destaque. Em 2021, foi adquirida pelo Grupo Boticário.

## Fundação Grupo Boticário
Em 1990, foi criada a fundação Grupo Boticário de proteção a natureza, que atua na preservação do meio ambiente no Brasil. A fundação conserva mais de 11.000 hectares de Mata Atlântica e Cerrado. A Fundação Grupo Boticário é uma das maiores financiadoras de projetos de preservação ambiental do país e desde 1990 foram 1400 iniciativas de 481 instituições diferentes e mais de 10,6 milhões de dólares doados.